# Edd Roush
Edd J. Roush (* 8. Mai 1893 in Oakland City, Indiana; † 21. Mai 1988 in Bradenton, Florida) war ein US-amerikanischer Baseballspieler in der Major League Baseball (MLB).

## Biografie
Der Centerfielder Edd Roush bestritt sein erstes Spiel in der American League für die Chicago White Sox am 20. August 1913. 1914 wechselte der Linkshänder in die Federal League zu den Indianapolis Hoosiers, die ihm ein Gehalt von 2000 $ bezahlten. 1915 wechselte er zu den Newark Peppers, die ihm sein Gehalt verdoppelten. Nach der Einstellung der Federal League wechselte er 1916 zunächst zu den New York Giants, bevor er im Laufe der Saison zu den Cincinnati Reds wechselte.
Mit den Reds erreichte er 1919 die World Series, die sie gegen die Chicago White Sox gewannen. In seinen Jahren in Cincinnati hatte er nie einen niedrigeren Schlagdurchschnitt als 32,1 %. 1917 und 1919 gewann er den Titel des besten Schlagmanns in der National League. Sein bestes Jahr hatte er 1921 mit 35,2 %, konnte aber die Marke von Rogers Hornsby nicht übertreffen.
Von 1927 bis 1929 spielte er wieder für die New York Giants. Nach einer Verletzung, die er sich 1929 zugezogen hatte, verringerten die Giants sein Gehalt auf 15.000 $ für 1930. Roush weigerte sich, diesen Vertrag zu unterschreiben und setzte die gesamte Saison aus. Ein Jahr später wurde er wieder an die Reds verkauft, bei denen er am 27. September 1931 sein letztes Spiel in der MLB bestritt.
Roush imponierte außer durch seine Schlagqualitäten vor allem durch ein außerordentlich gutes Feldspiel. Eine Spezialität von ihm war auch, dass er immer extrem schwere Baseballschläger benutzte. Nach seinen eigenen Aussagen sei ihm in seiner gesamten Karriere kein einziger Schläger zerbrochen.
1962 wurde Roush in die Baseball Hall of Fame aufgenommen. 1988 verstarb er im Alter von 94 Jahren.